# Leonardo da Roma
Leonardo da Roma (Roma, ... – ...; fl. XV secolo) è stato un pittore italiano.

## Biografia
Il pittore è noto grazie a un'iscrizione su una tavola conservata nella chiesa di San Carlo ai Catinari a Roma. L'iscrizione dice: LEONARDUS PINTOR DE ROMA 1453. Da ciò si desume che il pittore è originario appunto di Roma e che fu attivo intorno al 1453.

## Stile
Leonardo da Roma dipinge nello stile tardogotico che trovò applicazione a Roma a livello locale intorno al 1450. Ciò significa che egli dipinse tendenzialmente visi poco espressivi e figure dalle proporzioni equilibrate, ma con mani molto lunghe.

## Opere
- Roma, Chiesa di San Carlo ai Catinari
  - Madonna col Bambino tra Arcangelo Michele e S. Giovanni Battista (trittico)